# Hohne

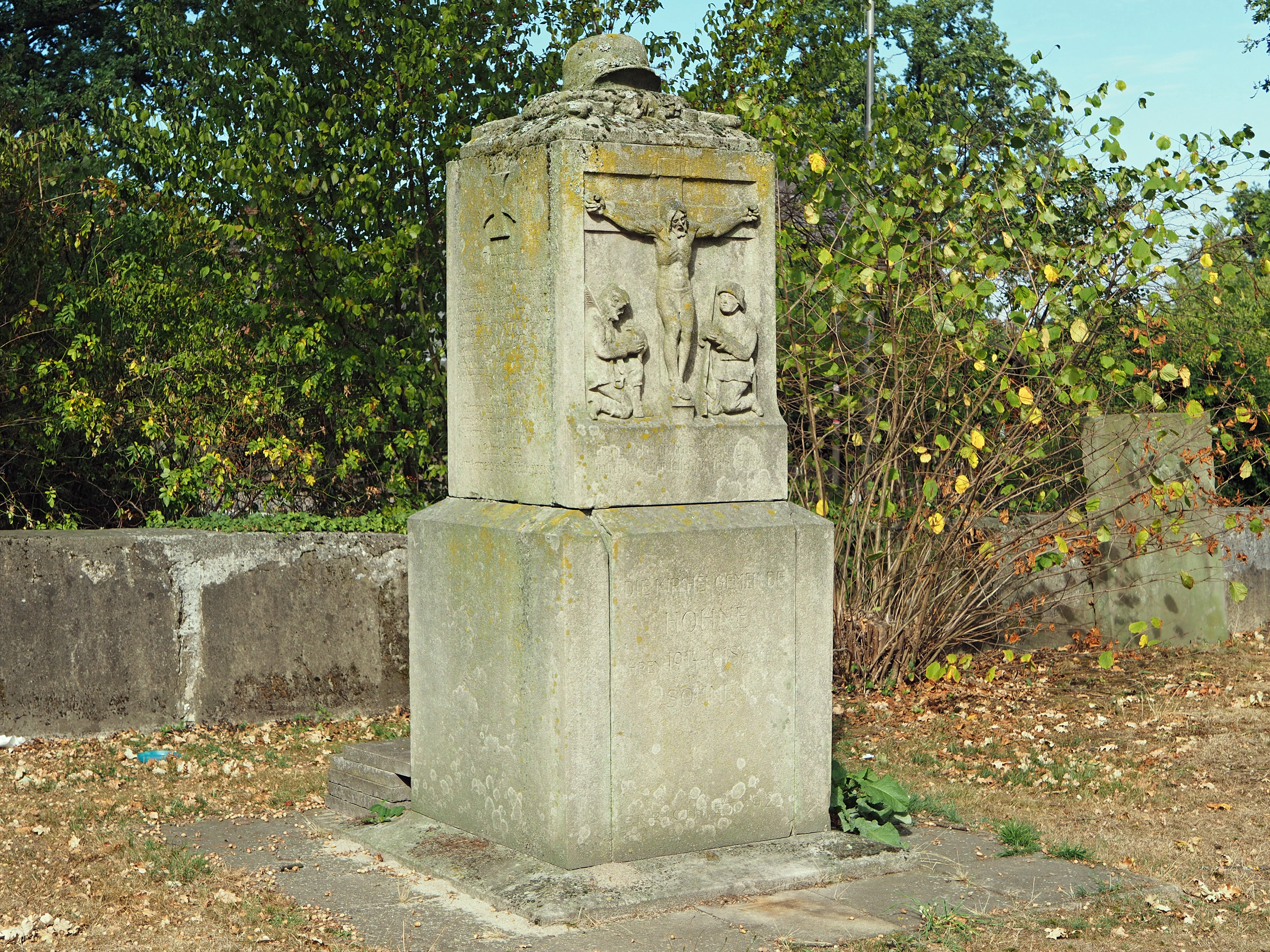
Kriegerdenkmal 1914/1918

Hohne ist eine politische Gemeinde der Samtgemeinde Lachendorf im Landkreis Celle, Niedersachsen, und umfasst die ehemaligen Gemeinden Hohne, Helmerkamp und Spechtshorn.

## Geografie
Hohne liegt an der Wiehe, einem rechten Nebenfluss des Schwarzwassers, das bei Schwachhausen in die Aller fließt.

## Geschichte
Der „Arbeitskreis Hohner Dorfgeschichte“ hat bis 2009 eine weitere der in der Samtgemeinde erscheinenden Monographien der Einzeldörfer erarbeitet (Band I bis III). Er hat als früheste Erwähnung des Ortes gefunden: Bere de Hone erhielt am Himmelfahrtstag 1313 das ererbte Lehen eines Hofes zu Hohne vom Kloster St. Aegidien in Braunschweig wieder verlehnt. Dieses Kloster stiftete 1115 Gertrud von Braunschweig, Markgräfin von Meißen, letzte Erbin der Brunonen.
Die Familie de Hone wird auch schon in einem Anhang aus der Zeit um 1206 an der Schenkung an die Mindener Kirche aus dem Jahre 1185 genannt (Adel digital: 1206 letzte Nennung der Mutter, ihr Ehemann Reinbert de Riclinge verstarb am 21. Oktober 1171?):
In der Aufstellung des Erbes der Töchter der Edelfrau Mechthild von Ricklingen, Mechthild und Jutta heißt es für Jutta:
„Und folgende Dienstleute mit Gütern wurden zugeteilt: ..., Thangmar von Hone und seine Brüder mit sechs Hufen ...“
Da damals das sächsische Erbrecht galt (Sachsenspiegel), kann die Mutter Mechthild von Ricklingen das Gut Hohne nicht von ihrem Ehemann geerbt haben, es war ihr Familienbesitz. Denn auch ein vorverstorbener Sohn ist nicht bekannt.
Ein Verzeichnis der zum Schloss Celle gehörenden Hebungen aus den letzten Jahrzehnten des 14. Jahrhunderts nennt die Schatzpflichtigen aus dem Kerspel to hone.
Im Jahre 1636 brannte das Dorf Hohne während der Einquartierung von zwei kaiserlichen Reiterregimentern infolge Unachtsamkeit fast vollständig ab, wurde jedoch innerhalb zweier folgender Jahre wieder aufgebaut. Im Jahre 1858 hatte das Pfarrdorf Hohne nach Franz Heinrich Ungewitter 420 Einwohner.

## Eingemeindungen
Am 1. Januar 1973 wurden die Gemeinden Helmerkamp und Spechtshorn eingegliedert.

## Religion
Die Mehrzahl der Einwohner von Hohne ist evangelisch-lutherisch und gehört der Himmelfahrtskirchengemeinde an. Zum Kirchspiel Hohne zählen außerdem die Dörfer Helmerkamp, Hahnenhorn, Spechtshorn, Pollhöfen und Ummern.

## Politik

### Gemeinderat
Der Rat der Gemeinde Hohne setzt sich aus 11 Ratsfrauen und Ratsherren zusammen. Die Ratsmitglieder werden durch eine Kommunalwahl für jeweils fünf Jahre gewählt.
Bei der Kommunalwahl 2021 ergab sich folgende Sitzverteilung:
| Gemeinderat 2021Insgesamt 11 Sitze - SPD: 3 - WGH: 5 - CDU: 3 |

Die letzten Kommunalwahlen ergaben die folgenden Sitzverteilungen:
| Wahljahr | WGH | CDU | SPD | FDP | Gesamt   |
| 2021     | 5   | 3   | 3   | -   | 11 Sitze |
| 2016     | 4   | 4   | 3   | -   | 11 Sitze |
| 2011     | -   | 3   | 6   | 2   | 11 Sitze |
| 2006     | -   | 4   | 5   | 2   | 11 Sitze |
| 2001     | -   | 4   | 5   | 2   | 11 Sitze |

### Bürgermeister
Bürgermeister ist Jörn Künzle (WGH).

### Wappen
Geteilt, oben in Gold ein laufender schwarzer Birkhahn mit rotem Kamm, unten in Grün ein goldener Handpflug mit silberner Schar und silbernem Vorschneider.

## Kultur und Sehenswürdigkeiten

### Bauwerke

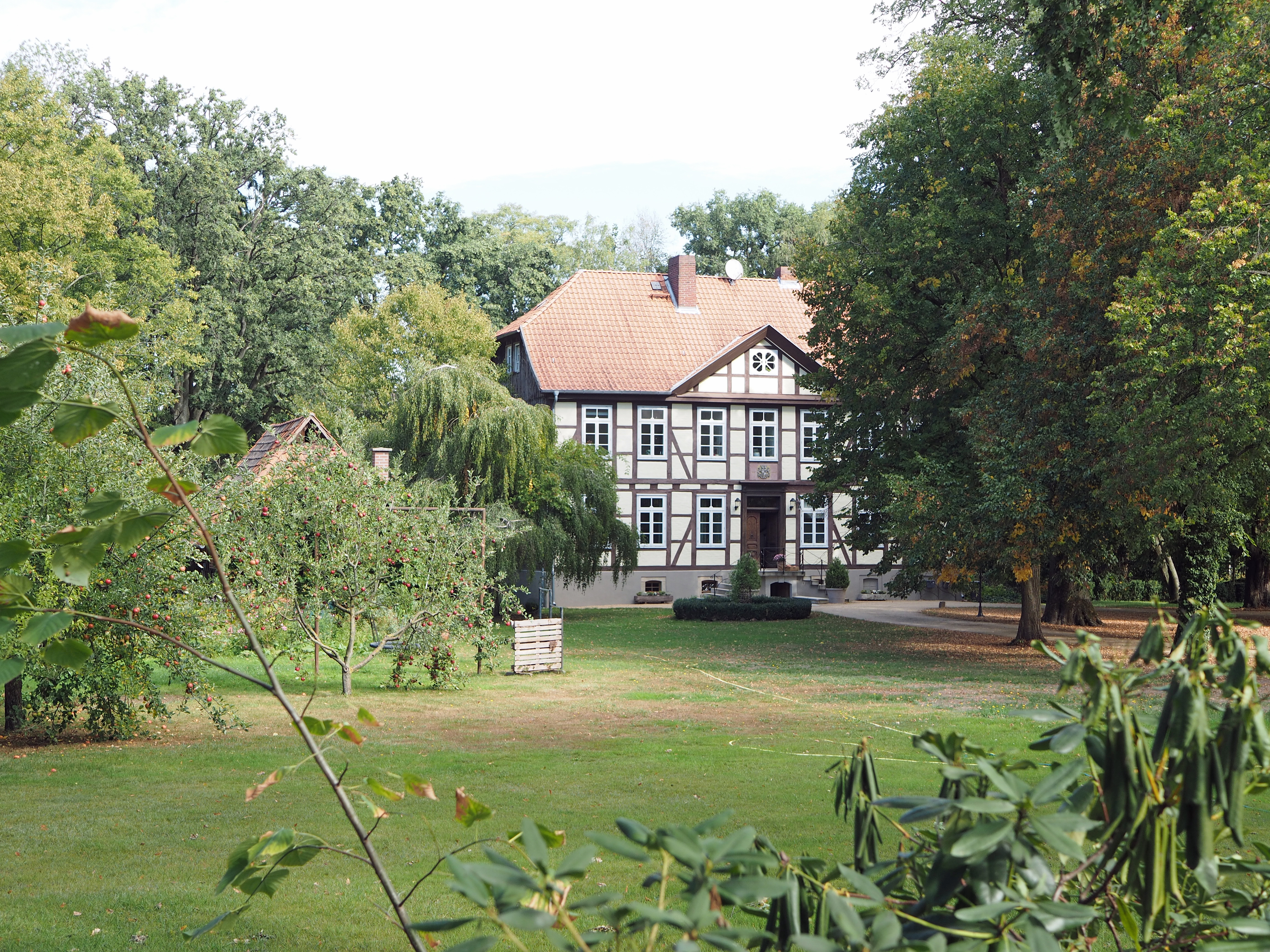
Rittergut Hohne

Nördlich von Hohne, am Glindmoor, Richtung Hohnhorst, befinden sich auf einem Feld des Ritterguts Hohne überpflügte Erdreste einer Turmhügelburg. Es handelte sich vermutlich um einen Erdhügel, auf dem ursprünglich ein (hölzerner) Turm stand. Man fand bisher nur Holzreste. Diese Anlagen waren vom 9. bis zum 10. Jahrhundert, teilweise noch bis Anfang des 13. Jahrhunderts, errichtet worden. Ein Archäologe sprach von einer vermutlich von Beedenbostel ausgehenden Befestigungsanlage. Nähere Untersuchungen zum Alter der gefundenen Palisadenhölzer sind aus finanziellen Gründen bisher unterblieben. Daher kann nur vermutet werden, dass die Turmhügelburg (vielleicht zusammen mit dem festen Turm in Beedenbostel) oder zeitgleich mit der Mundburg vor 995 errichtet wurde.
Das heutige Hohner Ritter-Gutshaus aus dem 18. Jahrhundert steht teilweise auf den Mauern des alten Schlosses, das der junge Gifhorner Raubritter Hendrik von Veltheim am 11. Juli 1372 im Zuge der Lüneburger Erbfolge-Auseinandersetzung zerstört haben soll.
Ungefähr 0,7 m unter dem heutigen Geländeniveau befinden sich noch Pflasterflächen und große Stein-Bruchstücke alter Fundamente, was vermuten lässt, dass hier ursprünglich eine kleine Burg stand. Ähnlich wie bei der Burg Heeßel bei Heeßel, bei den Burgen Depenau und Dachtmissen an der Aue im Flotwedel war das Gelände damals feuchter als heute und von Norden, vom Grethegau her, unzugänglich.
Ein Teil der Gebäude wurde im 20. Jahrhundert an andere Stellen des Gutshofes umgesetzt.

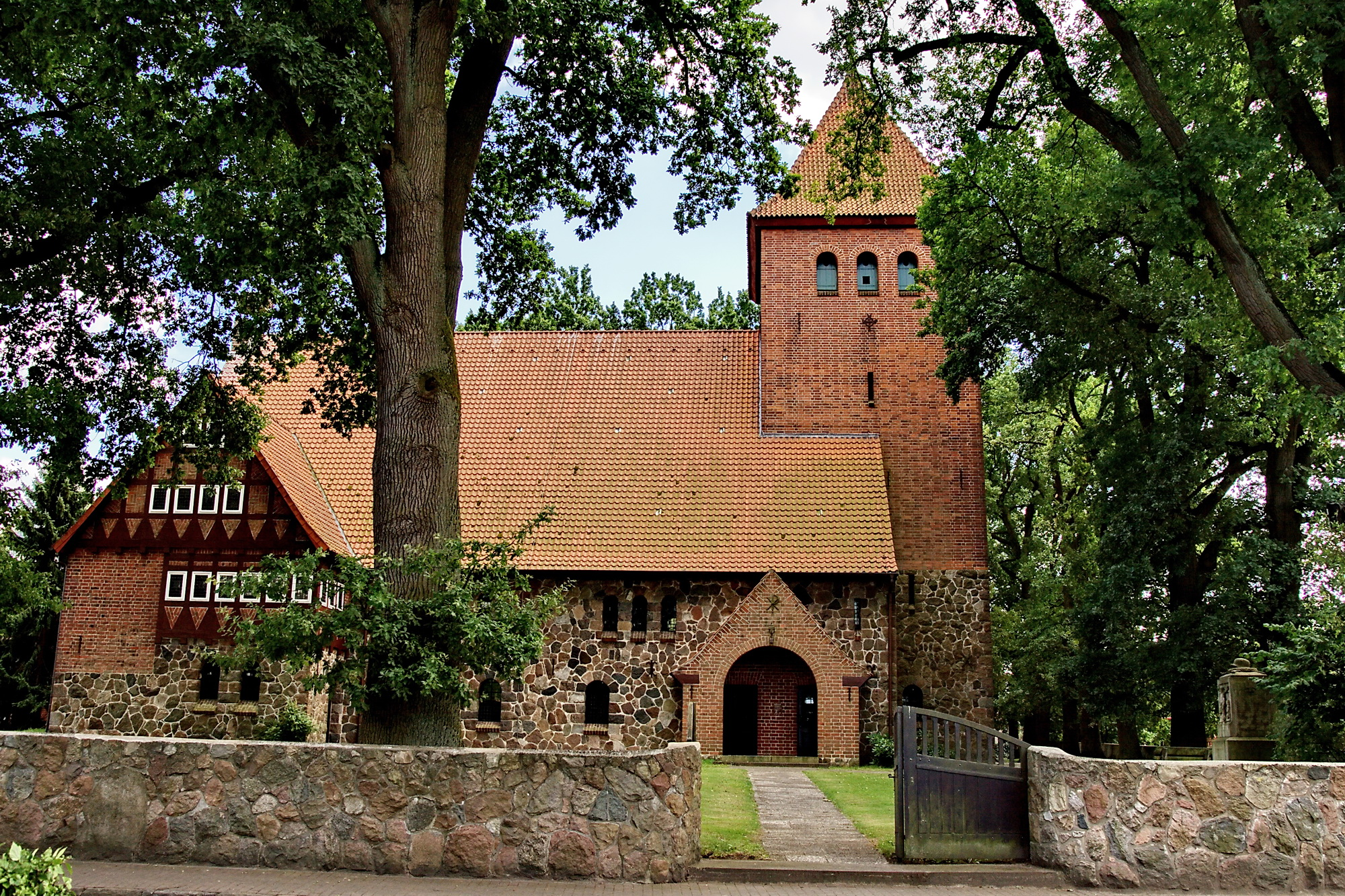
Himmelfahrtskirche, Ansicht von der Straße

Die neuromanische Himmelfahrtskirche in Hohne wurde am Himmelfahrtstag 1913 eingeweiht. Erbaut wurde sie von dem Architekten und Künstler Wilhelm Matthies, Bardowick (1867–1934). Altar, Orgel, Kanzel und Taufbecken wurden von der Vorgängerkirche übernommen, wobei die Kanzel und das Taufbecken bereits aus dem 17. Jahrhundert sind.

Interieur Himmelfahrtskirche
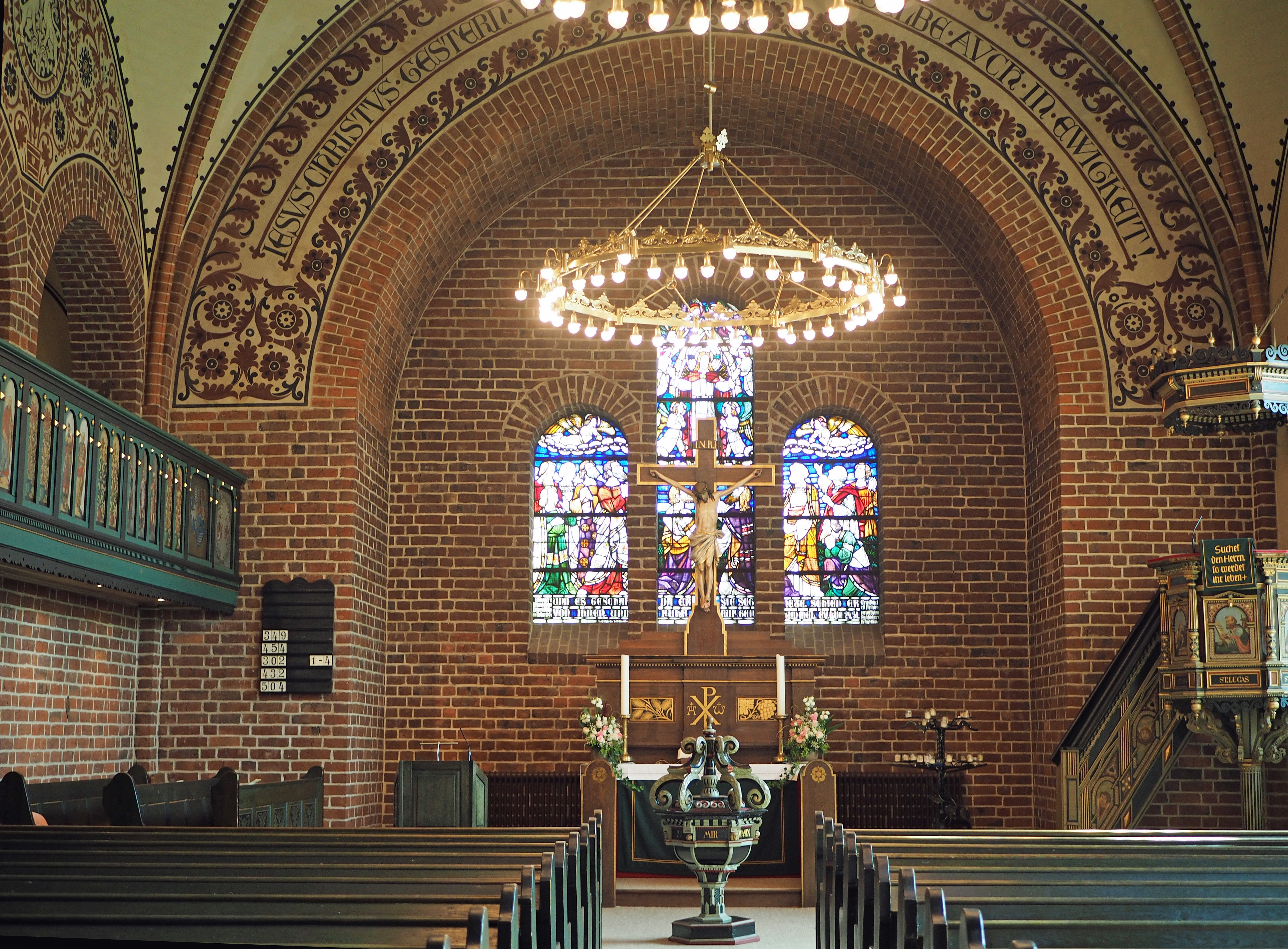
Innenraum mit Altar, Kanzel und Taufbecken
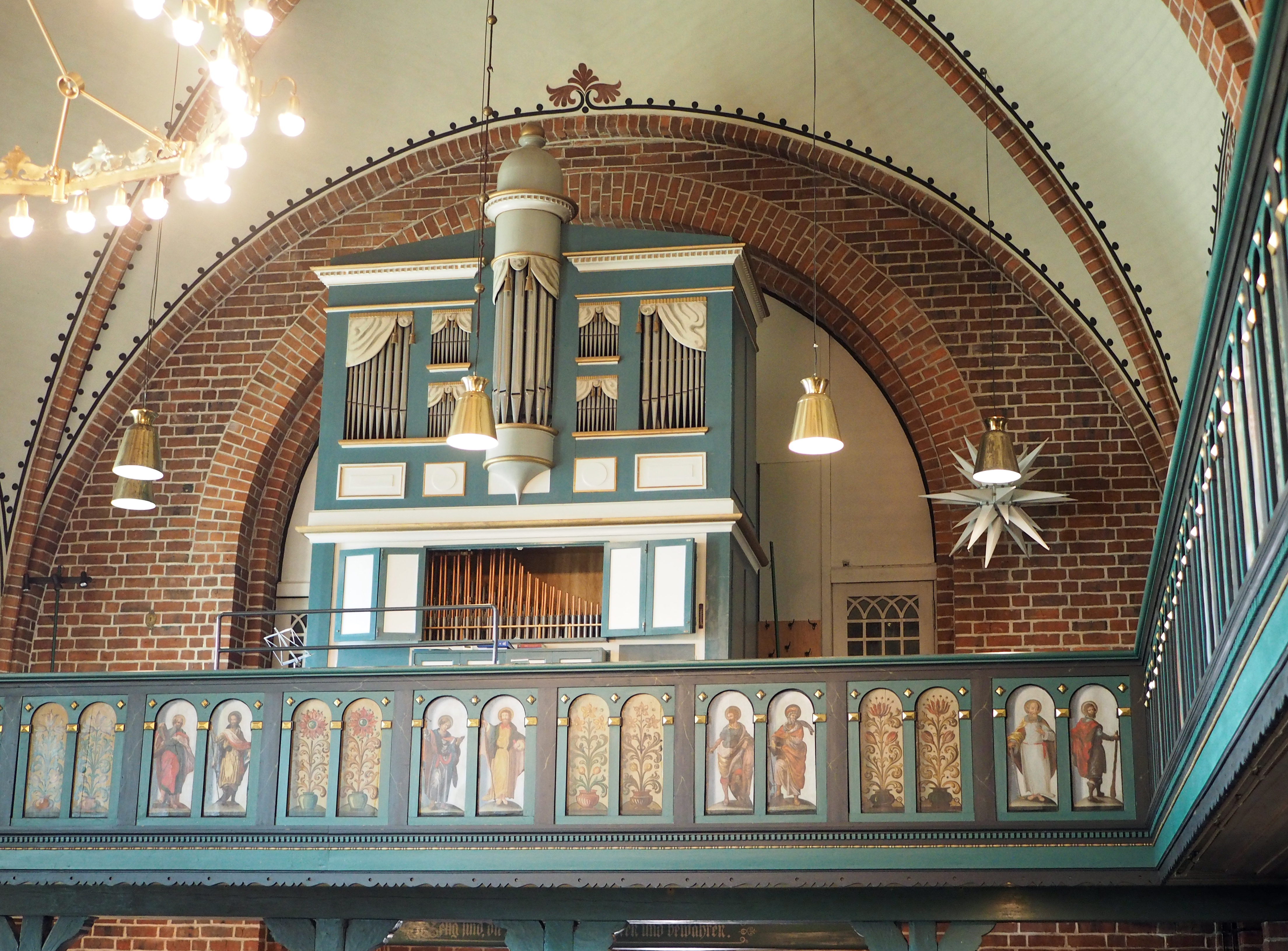
Orgelempore
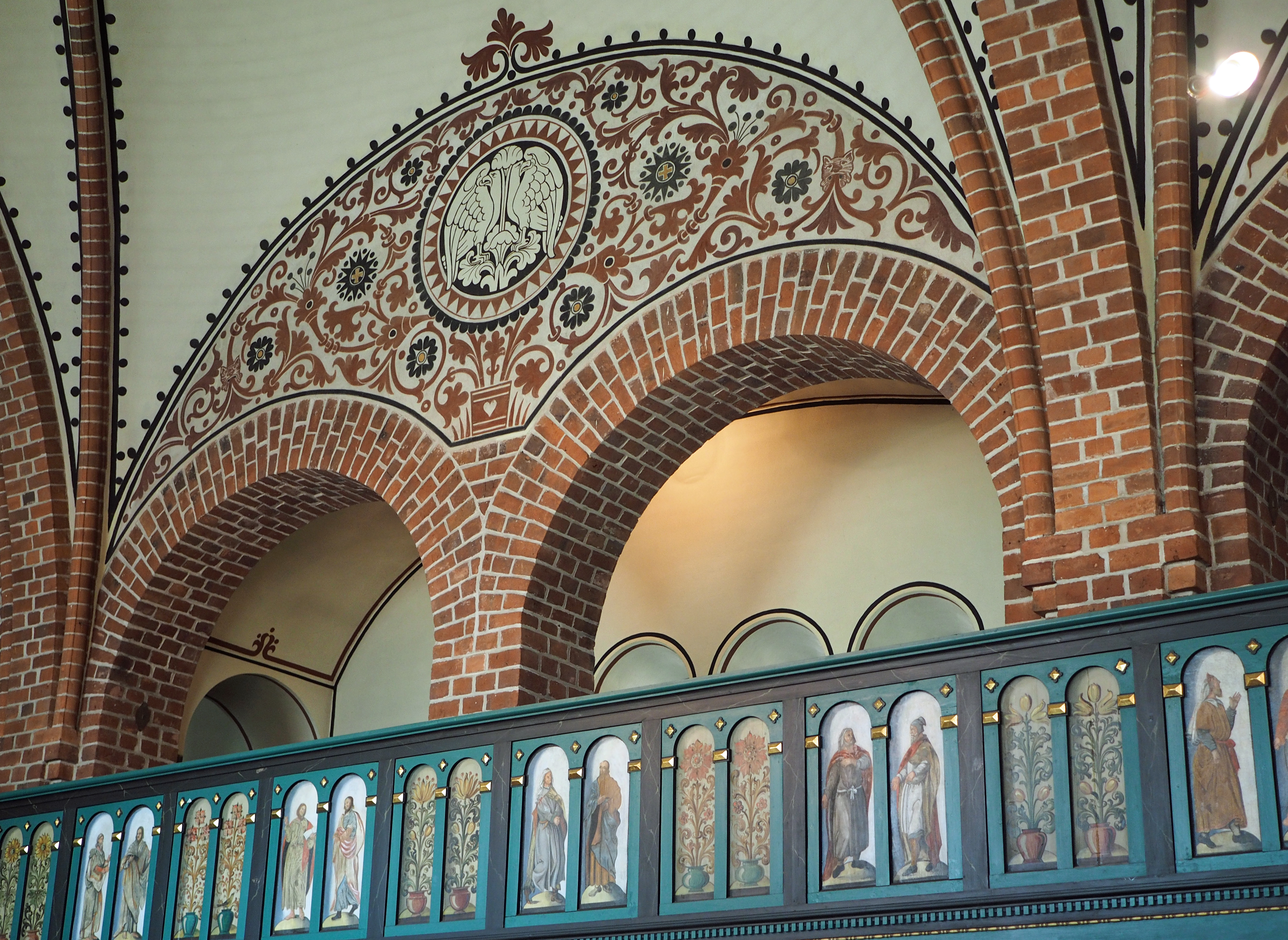
Empore

In Hohne steht auch das „Hohner Kalthaus“, bei dem es sich um ein Kühlhaus handelt. Die Anlage wird von der ältesten niedersächsischen Gefriergemeinschaft (Kalthausgemeinschaft Hohne von 1955 e. V.) gemeinschaftlich für die Dorfbewohner betrieben.

### Bau- und Bodendenkmäler
- Liste der Baudenkmale in Hohne
- Liste der Bodendenkmale in Hohne

### Sport
Der TuS Hohne/Spechtshorn wirkt u. a. im Bereich Ballspiele, Leichtathletik und Judo, speziell auch im Jugendsport.
Der Tennisverein Hohne/Spechtshorn wurde 1955 gegründet. Gespielt wird auf vier Tennisplätzen, die direkt am Waldbad liegen.
Der Förderverein Waldbad Hohne/Spechtshorn betreut das Waldbad, das desgleichen vor allem dem Jugendsport dient. Der Jugendschwimmpass kann beim Ortsverein der Deutschen Lebens-Rettungs-Gesellschaft erworben werden.
Den Schießsport pflegen die Schützengilde Hohne von 1708 e. V. und die Schießgruppe Spechtshorn von 1978 e. V.

### Regelmäßige Veranstaltungen
- Die Schützengilde Hohne veranstaltet jährlich ihr Schützenfest.
- Der Arbeitskreis Hohner Dorfgeschichte arbeitet seit 2002 unter der Leitung von Rainer Brammer an der Dorfgeschichte. Die ersten beiden Bände wurden 2006 in der Himmelfahrtskirche vorgestellt.

## Wirtschaft und Infrastruktur

### Öffentliche Einrichtungen
Als Frauenbeauftragte amtiert die Gleichstellungsbeauftragte der Samtgemeinde Lachendorf (Angela Barkus, Rathaus Lachendorf).
Die Freiwillige Feuerwehr Hohne sorgt für den Brandschutz und die allgemeine Hilfe. Sie ist eine Stützpunktfeuerwehr mit speziellen Aufgaben im Bereich Atemschutz und Gefahrgut und ist in die Kreisfeuerwehrbereitschaft des Landkreises Celle eingebunden.

### Bildung
Es bestehen eine Grundschule (Einzugsbereich Ahnsbeck, Helmerkamp, Hohne, Spechtshorn) und eine Gemeindebücherei (Schulweg 1). Seit 1970 betreibt das Deutsche Rote Kreuz den Kindergarten Hohne. Bildungsreisen werden vom Landfrauenverein Hohne veranstaltet.

## Persönlichkeiten
- Karl Gustav Wilhelm Baurschmidt (1806–1864), evangelischer Theologe
- Werner Hühner (1886 in Helmerkamp; † 1966), deutscher Infanteriegeneral
- Joachim Linck (1940–2013), Direktor beim Thüringer Landtag, besuchte 1947–1951 die Volksschule in Helmerkamp[10]